# Bahnhof Münsingen
Der Bahnhof Münsingen befindet sich in der baden-württembergischen Kleinstadt Münsingen auf der Schwäbischen Alb im Landkreis Reutlingen westlich der Innenstadt, seine Anschrift lautet Bahnhofstraße 8. Er wird von der Schwäbischen Alb-Bahn (SAB) bedient, die auch seine Infrastruktur betreibt.

## Geschichte
Das Empfangsgebäude des Bahnhofs Münsingen wurde als württembergischer Einheitsbahnhof des Typs IIIa, allerdings ohne Erker und Bullaugen, errichtet und ging am 1. Oktober 1893 zusammen mit dem Abschnitt Honau–Münsingen der Bahnstrecke Reutlingen–Schelklingen in Betrieb. Am 1. August 1901 erfolgte die Verlängerung Münsingen–Schelklingen, womit die Station vom Endbahnhof zum Durchgangsbahnhof wurde. Nahezu alle Hochbauten der Königlich Württembergischen Staats-Eisenbahnen aus der Eröffnungszeit des Bahnhofs sind erhalten geblieben oder originalgetreu rekonstruiert worden. Charakteristisch sind die Verkleidung mit handgefertigten Schindeln und der reiche Zierrat aus Holzteilen. Das Empfangsgebäude beherbergt neben dem originalen Fahrkartenschalter ein historisches Kurbelstellwerk der Maschinenfabrik Esslingen aus dem Jahr 1907. Der Lokomotivschuppen wurde bis 2010 neu errichtet, nachdem Ende der 1960er Jahre der Vorgängerbau abgebrochen wurde. Das neue 50 Meter lange und elf Meter breite Gebäude orientiert sich in Farbgebung, Gestaltung und Architektur am Gesamtensemble und verfügt über fünf Reparatur- und Wartungsplätze auf zwei Gleisen, Werkstatt, Lager, Büro und Aufenthaltsräume.

## Anlage und Betrieb
Der Bahnhof ist ein Zwischenbahnhof an der eingleisigen und nicht elektrifizierten Strecke Reutlingen–Schelklingen. Er verfügt über zwei Bahnsteiggleise, daneben gibt es diverse Abstell-, Güter-, Lade- und Ausweichgleise sowie einen Lokomotivschuppen und ein Betriebswerk der Schwäbischen Alb-Bahn.

## Verkehr
Der Bahnhof Münsingen ist in den Verkehrsverbund Neckar-Alb-Donau (NALDO) integriert, zusätzlich gehört er zu einem Übergangstarifgebiet des Donau-Iller-Nahverkehrsverbunds (DING). Bedient wird er von der Regionalbahn-Linie RB 59 der Schwäbischen Alb-Bahn, die von Gammertingen nach Schelklingen und darüber hinaus teilweise bis Ulm sowie zurück führt. Vom Busbahnhof auf dem Bahnhofsvorplatz bestehen unter anderem Verbindungen nach Reutlingen und Bad Urach.

## Galerie

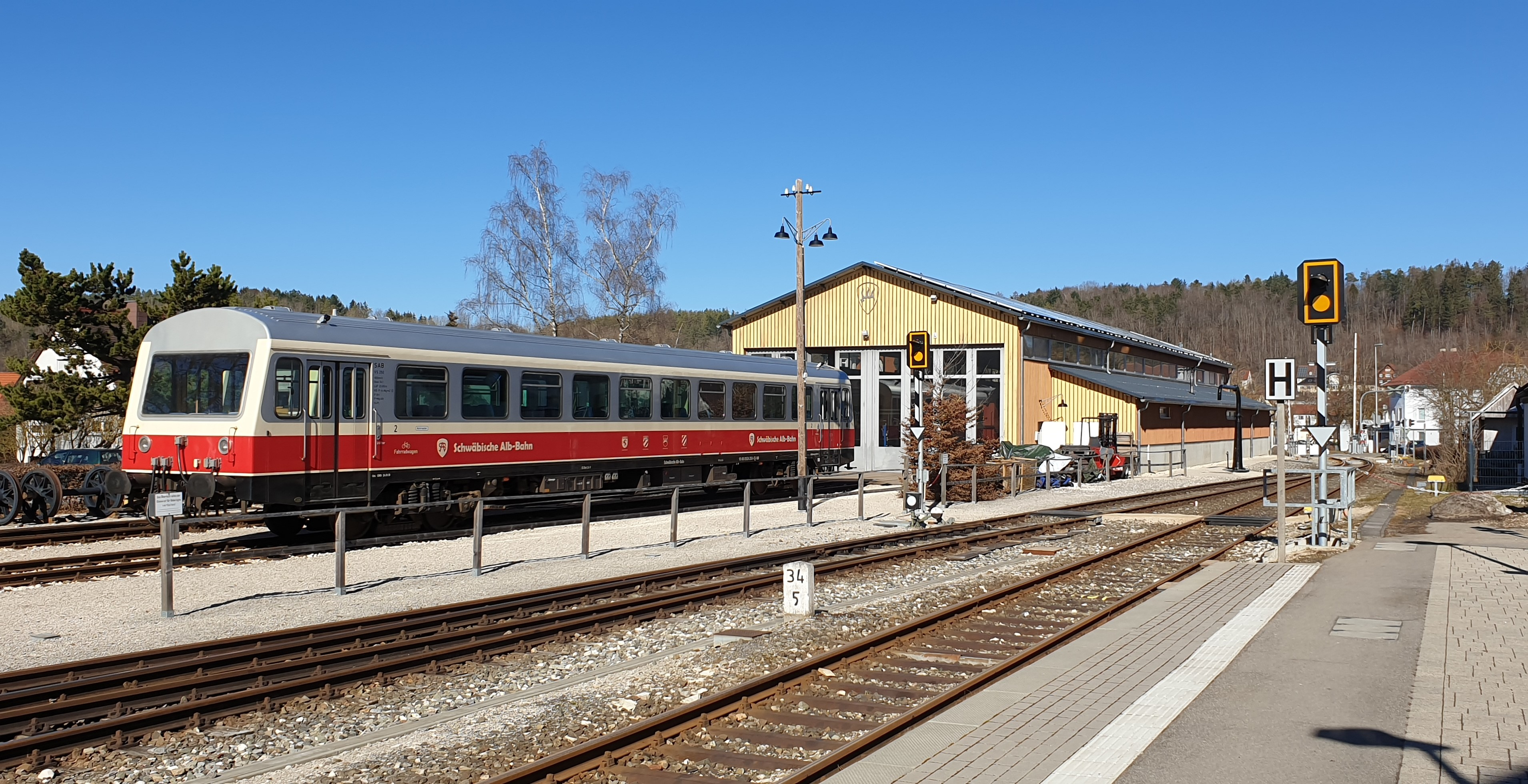
2010 erbauter Lokomotivschuppen mit NE 81-Triebwagen und Hausbahnsteig (Gleis 1)
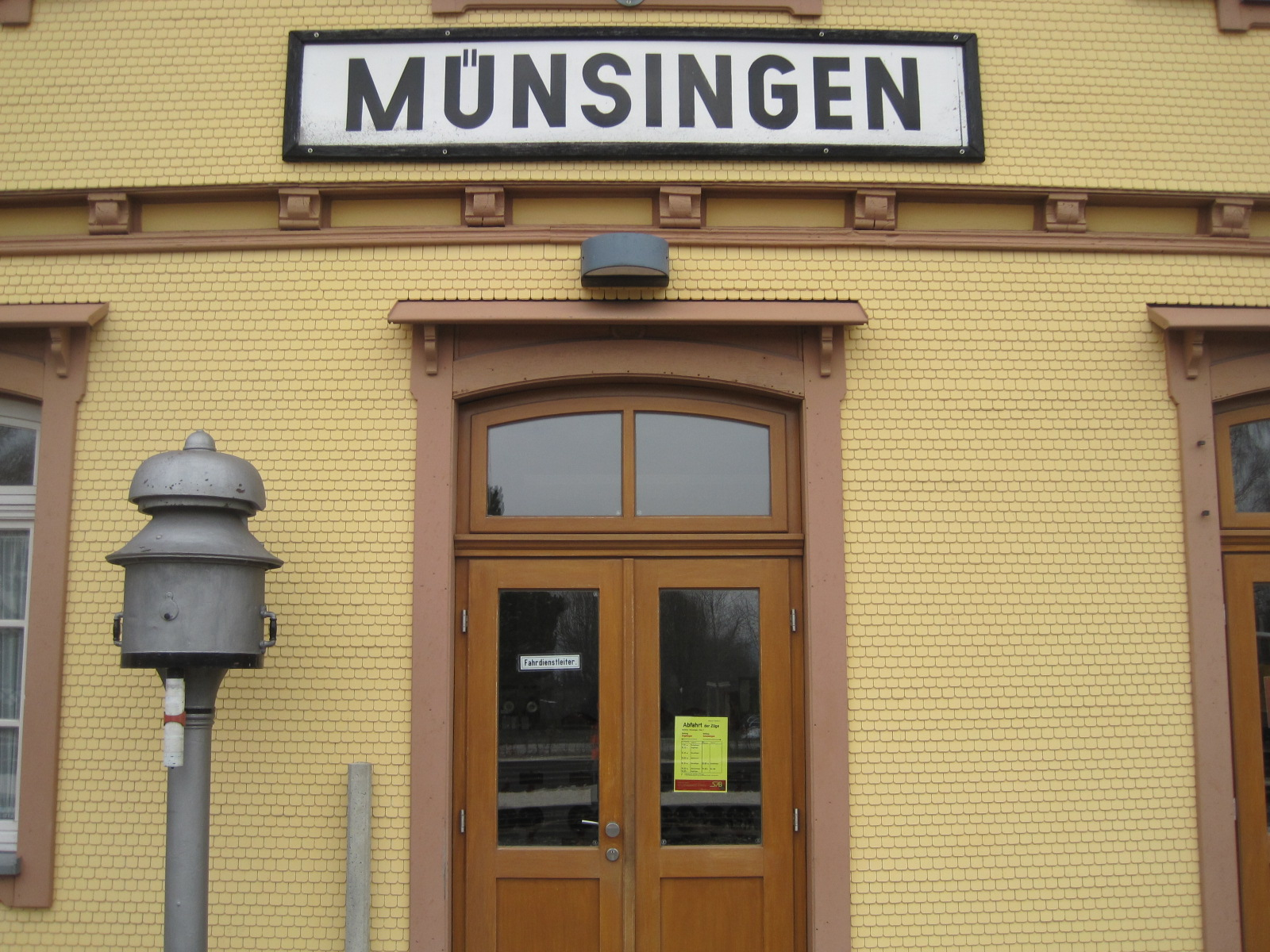
Eingang zum Stellwerk
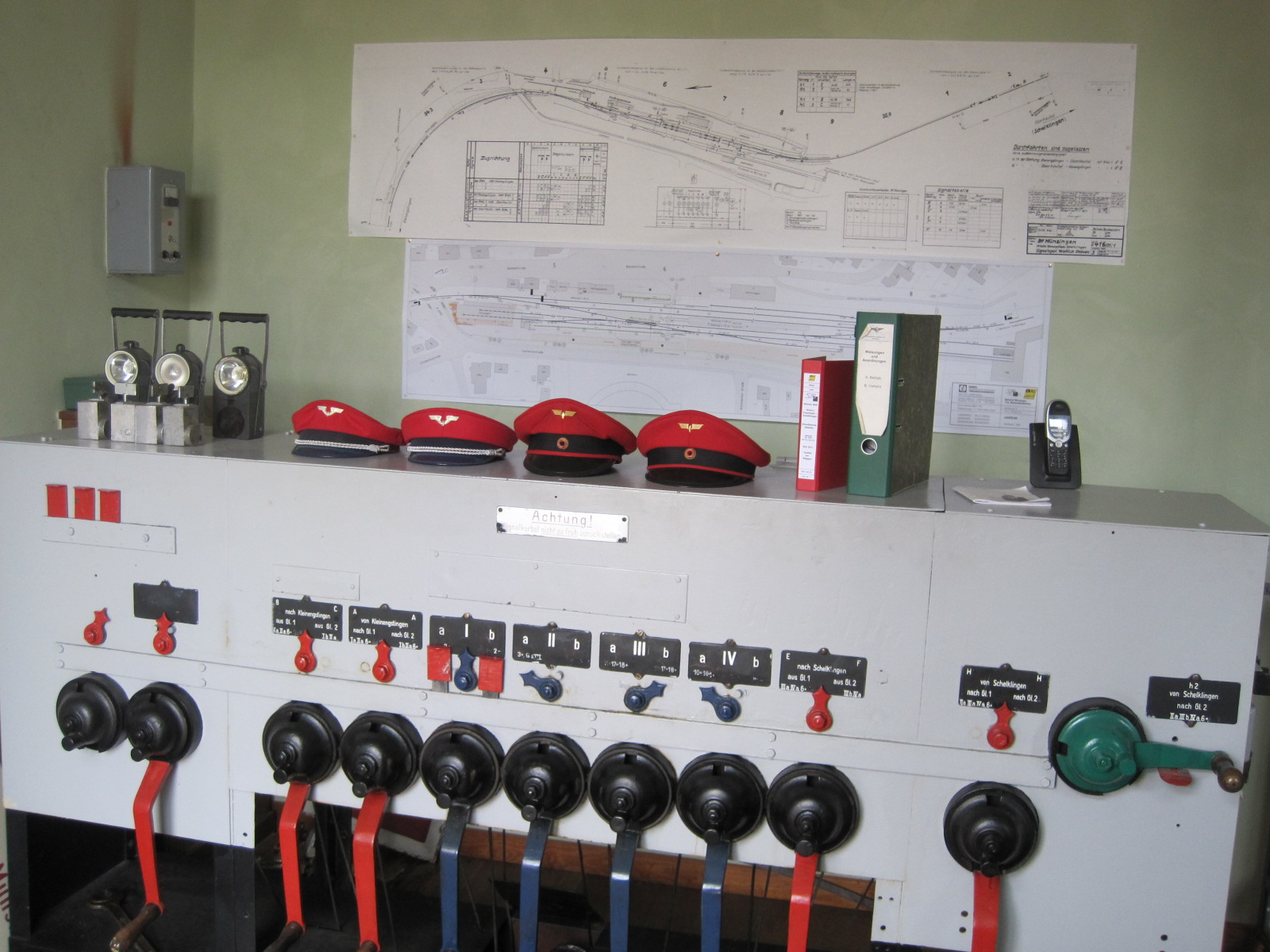
Bis 2018 in Betrieb befindliche Hebelbank des Stellwerks von 1907
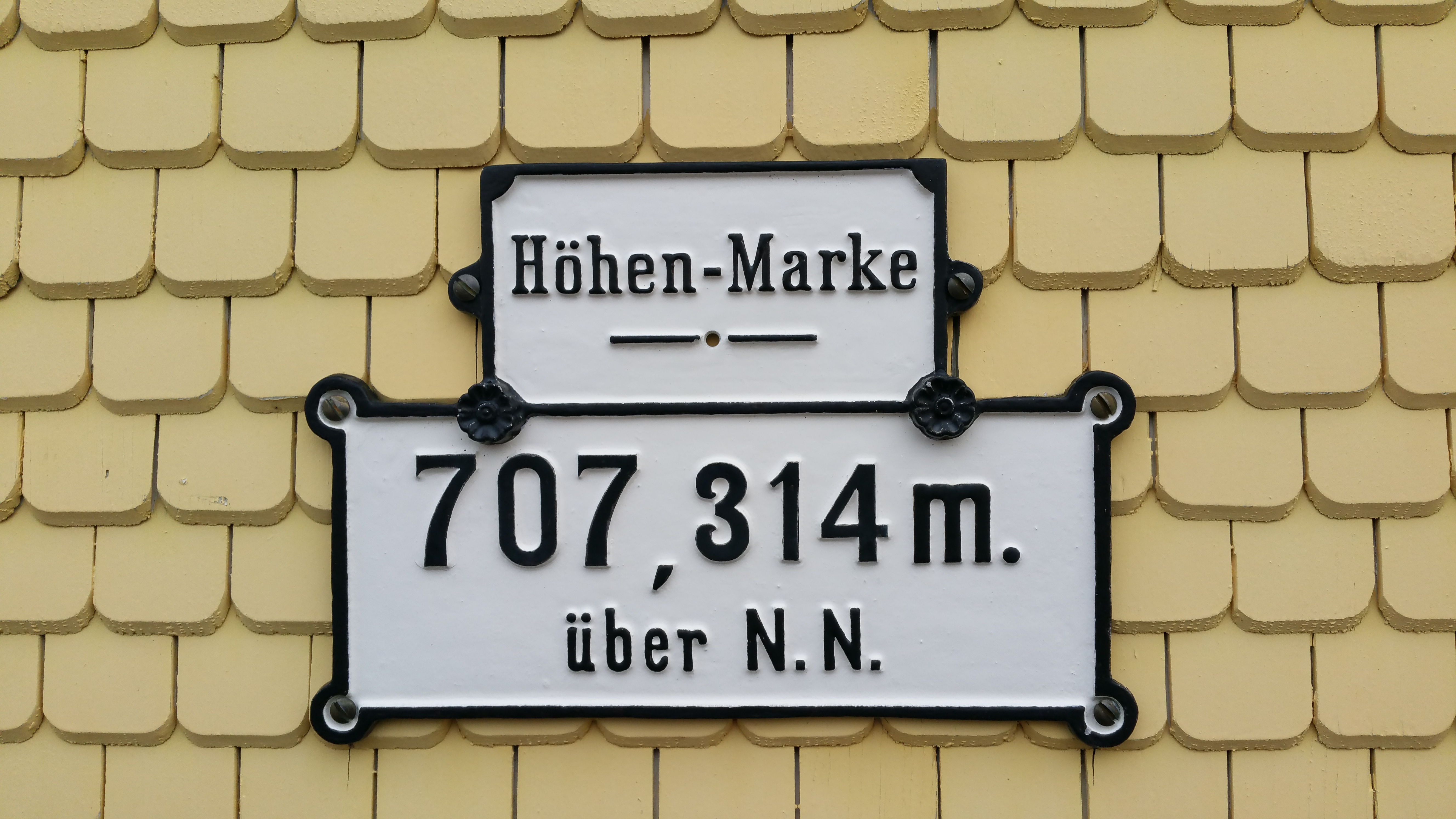
Höhenmarke